# 라스 로사스역
라스 로사스 역(스페인어: Las Rosas)은 마드리드 지하철 2호선의 시종착역이다. 마드리드 산블라스카니예하스 구의 파세오 데 히네브라 거리와 카예 수에시아 거리가 만나는 교차로에 위치해 있다. 요금구역상으로는 A구역에 속한다.

## 역사
2011년 3월 16일 2호선의 라 엘리파 - 라스 로사스 연장구간 개통과 함께 영업에 들어갔다.

## 환승 정보
역 주변에 시내버스 정류장이 있으며 주간노선인 38, 140, 153, E2번 노선과 야간노선인 N6번 노선이 다닌다.
| 마드리드 지하철 | 마드리드 지하철       | 마드리드 지하철                        |
| --------------- | --------------------- | -------------------------------------- |
| 시·종착역       | 마드리드 지하철 2호선 | 아베니다 데 과달라하라 콰트로 카미노스 |